# صاروخ باليستي متوسط المدى

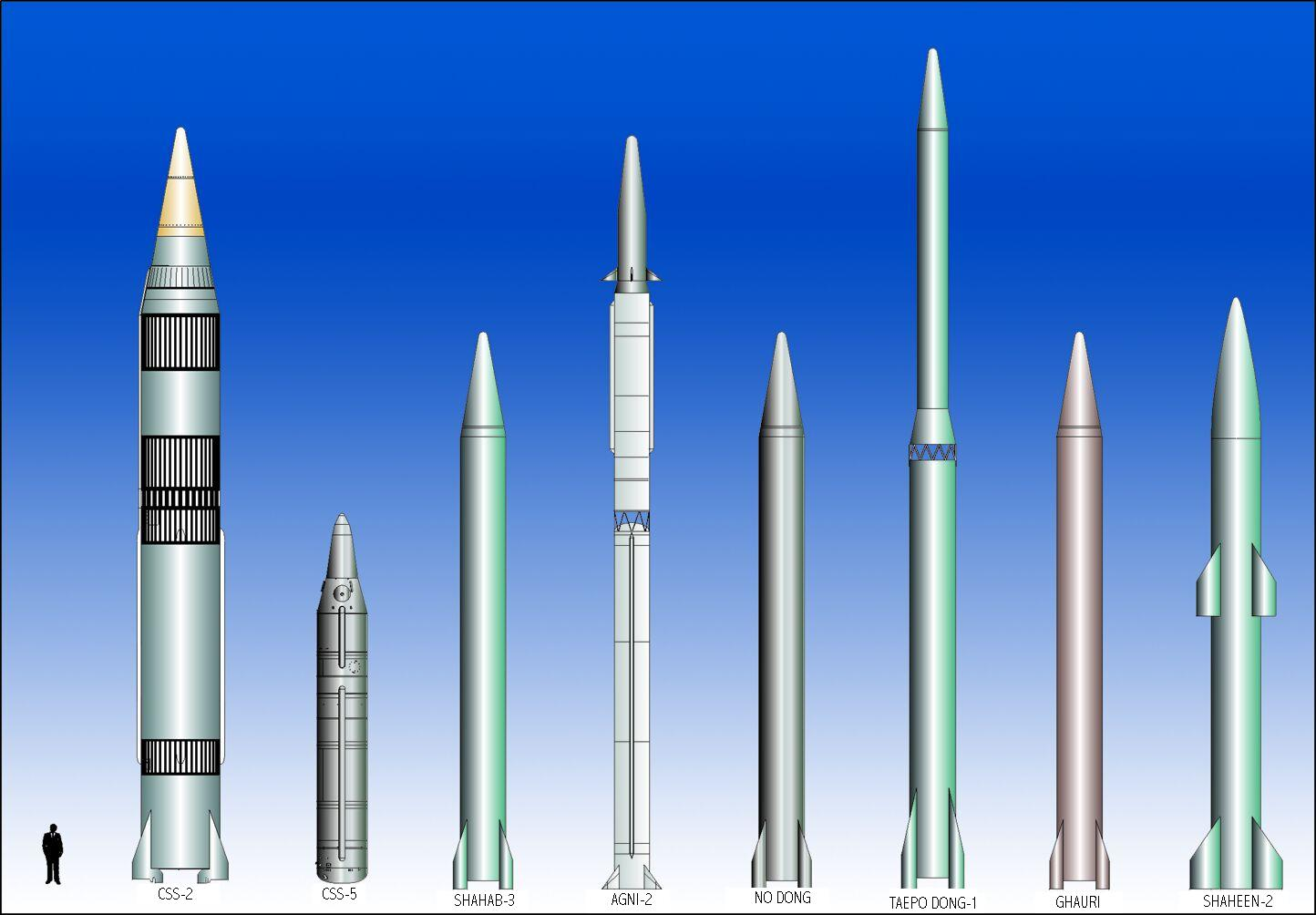
صواريخ متوسطة (MRMB) ووسيطة (IRMB) المدى.

الصاروخ الباليستي متوسط المدى ( Medium-range ballistic missile) هو نوع من الصواريخ الباليستية مصنفه بأنها ذات مدى "متوسط"، وهذا التصنيف الأخير يعتمد على معايير منظمات بعينها. فتبعاً لوزارة الدفاع الأمريكية، يُعَرَّف الصاروخ المتوسط المدى بأنه صاروخ يقع مداه الأقصى بين 1,000 و3,000 كم. في عالم المصطلحات الحربية الحديثة، مجموعة صواريخ (MRBM) هي جزء من مجموعة أوسع من الصواريخ الباليستية الميدانية، والتي تشمل أي صاروخ باليستي ذا مدى أقل من 3,500 كم.

## صواريخ باليستية متوسطة المدى (MRMBs) مميزة
- اجنى الأول (700–1250 كم) (الهند) [2]
- اجنى الثاني (2,000–3,000 كم) (الهند)
- دي إف-21 (1,800 كم-3,000 كم) (الصين)
- غوري الأول (1,200 كم) (باكستان)
- غوري الثاني (1,800 كم) (باكستان)
- شاهين الثاني (2,500 كم) (باكستان)
- أريحا الثاني (1,300 كم) (إسرائيل)
- رودونج-1 (900-1,300 كم) (كوريا الشمالية)
- قدر-110 (2,000-1800 كم) (إيران)
- شهاب-3 (2100 كم) (إيران)
- عاشوراء (2,000-2,500 كم) (إيران)
- سجيل 2 (2,000–2,500 كم) (إيران)
- إس إس-3 شيستر (1,200 كم) (الاتحاد السوفيتي)
- إس إس-4 صندل (2,100 كم) (الاتحاد السوفيتي)
- بي جي إم-19 جوبيتر (2,410 كم) (أمريكا)
- إم جي إم-31 بيرشينج (1,770 كم) (أمريكا)
- بلو ستريك (3,700 كم) (بريطانيا)